# Peter Oppegard
Peter Allen Oppegard (* 23. August 1959) ist ein ehemaliger US-amerikanischer Eiskunstläufer, der im Paarlauf startete und aktiver Eiskunstlauftrainer.
Zuerst begann er im Paarlauf an der Seite von Vicki Heasley, ab 1985 wurde dann Jill Watson seine Eiskunstlaufpartnerin. In den Jahren 1985, 1987 und 1988 wurden sie US-amerikanische Meister. Im Zeitraum von 1985 bis 1988 nahmen sie an Weltmeisterschaften teil. Ihre einzige Weltmeisterschaftsmedaille gewannen sie mit Bronze 1987 in Cincinnati hinter den sowjetischen Paaren Jekaterina Gordejewa und Sergei Grinkow sowie Jelena Walowa und Oleg Wassiljew. Das gleiche Ergebnis erzielten Oppegard und Watson auch bei den Olympischen Spielen 1988 in Calgary.
Nach Beendigung seiner Karriere 1988 wurde Oppegard Trainer. Seine Schüler gewannen bisher zehn nationale Meistertitel. Seit Oktober 2010 trainiert er Kim Yu-na im East West Ice Palace in Kalifornien.
Oppegard ist mit der Karen Kwan, der Schwester von Michelle Kwan verheiratet. Das Paar hat zwei Töchter.

## Ergebnisse

### Paarlauf
(mit Jill Watson)
| Wettbewerb / Jahr                | 1985 | 1986 | 1987 | 1988 |
| -------------------------------- | ---- | ---- | ---- | ---- |
| Olympische Winterspiele          |      |      |      | 3.   |
| Weltmeisterschaften              | 4.   | 6.   | 3.   | 6.   |
| US-amerikanische Meisterschaften | 1.   | 2.   | 1.   | 1.   |